# Kuno Schuhmann
Kuno Schuhmann (* 7. Juni 1928; † 17. November 2013) war ein deutscher Anglist.

## Leben
Er studierte Anglistik (27. Februar 1957 Dr. phil. an der Goethe-Universität). Nach der Habilitation 1969 in Frankfurt am Main wurde er ordentlicher Professor in Gießen 1970 und an der TU Berlin 1974.

## Herausgeber
Von 1966 bis 1973 gab Schumann zusammen mit Hans Dieter Müller eine neue Gesamtausgabe der Werke Edgar Allan Poes in vier Bänden heraus. Die Übersetzungen stammten mehrheitlich von Arno Schmidt und Hans Wollschläger. Diese Ausgabe, die als Lizenzausgabe auch bei mehreren anderen Verlagen erschien, galt jahrzehntelang als maßgebliche deutsche Werkausgabe.

## Schriften (Auswahl)
- Die erzählende Prosa Edgar Allan Poes. Ein Beitrag zu einer Gattungsgeschichte der „short story“. Heidelberg 1958, OCLC 901920868.
- mit Joachim Möller: Jonathan Swift. Darmstadt 1981, ISBN 3-534-05019-3.